# Tansu Çiller

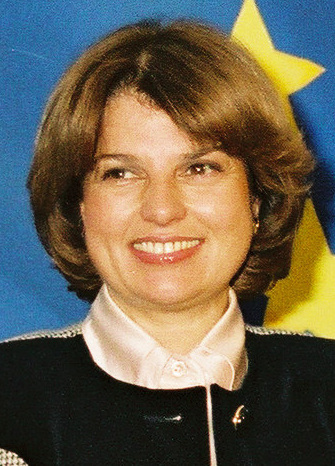
Çiller (1994)

Tansu Çiller (Istanboel, 24 mei 1946) was van 1993 tot 1996 de tot nu toe enige vrouwelijke premier van Turkije.
Zij studeerde economie aan de Amerikaanse Yale University en werd hoogleraar in de economie in Istanbul. In 1990 werd zij lid van de Partij van het Rechte Pad en in 1991 minister van Economische Zaken. In juni 1993 trad ze aan als regeringsleider, nadat de vorige premier Süleyman Demirel tot president verkozen was. Na een regeringscrisis in 1996 kwam zij in de nieuwe regering van Necmettin Erbakan als minister van Buitenlandse Zaken. Bij de verkiezingen in 2002 kwam haar partij met 9,6% net niet aan de verkiezingsdrempel van 10% en nam zij ontslag als partijvoorzitter. Zij kreeg ook te maken met aanklachten wegens corruptie.
Zij is gehuwd met Özer Çiller en heeft twee kinderen.
İsmet İnönü · Ali Fethi Okyar · Celal Bayar · Refik Saydam · Şükrü Saracoğlu · Recep Peker · Hasan Saka · Şemsettin Günaltay · Adnan Menderes · Cemal Gürsel · Suat Hayri Ürgüplü · Süleyman Demirel · Nihat Erim · Ferit Melen · Naim Talu · Bülent Ecevit · Sadi Irmak · Bülent Ulusu · Turgut Özal · Yıldırım Akbulut · Mesut Yılmaz · Tansu Çiller · Necmettin Erbakan · Abdullah Gül · Recep Tayyip Erdoğan · Ahmet Davutoğlu · Binali Yıldırım
- Gemeinsame Normdatei: 11919256X
- International Standard Name Identifier: 0000 0001 1030 1438
- Library of Congress Control Number: nr94004352
- Virtual International Authority File: 79414098
- WorldCat: E39PBJcrcXf4MK7jB7kgvYCmh3